# Alois Theissen
Alois Augustinus Remigius Theissen (* 13. Dezember 1899 in Viersen; † 9. September 1961 in Duisburg) war katholischer Geistlicher und Häftling im KZ Dachau.

## Leben

### Ausbildung und erste Anstellungen
Nach dem Abitur trat Theissen in das Collegium Albertinum ein, studierte an der Universität Bonn sowie anschließend im Priesterseminar in Bensberg, dem heutigen Kardinal-Schulte-Haus, katholische Theologie und empfing am 7. März 1924 zusammen mit 55 anderen Seminaristen im Hohen Dom zu Köln von Erzbischof Karl Joseph Kardinal Schulte die Priesterweihe. Eine erste Anstellung erhielt er am 23. April 1924 als Kaplan an St. Lambertus in Düsseldorf. Am 1. Februar 1927 wechselte Theissen nach Essen, zunächst als Kaplan an St. Michael und ab dem 7. Oktober 1929 als geistlicher Religionslehrer an die Städtische Mittelschule für Jungen. Mit Wirkung vom 14. Oktober 1933 wurde er zum Religionslehrer am Gymnasium in Essen-Steele ernannt, aber bereits am 9. März 1934 als Kaplan nach St. Joseph in Köln-Braunsfeld versetzt. Offenkundig war Theissen bereits zu diesem frühen Zeitpunkt den mittlerweile auch in Essen herrschenden Nationalsozialisten ein Dorn im Auge. Um ihn in Sicherheit zu bringen, sandte ihn Erzbischof Schulte gut zwei Jahre später mit Ernennung vom 18. Mai 1936 als Deutschenseelsorger in die Niederlande nach Haarlem.

### Verhaftung und Verschleppung nach Dachau
Nach der Invasion der Niederlande durch die deutsche Wehrmacht im Mai 1940 wurde Theissen bereits im September 1940 von der Gestapo festgenommen. Die Besatzungsbehörden machten ihm seine Kontakte zur holländischen katholischen Presse sowie das angebliche Verfassen „staatsfeindlicher“ Briefe zum Vorwurf, ohne dass es jedoch zu einem Gerichtsverfahren kam. Vielmehr wurde Theissen am 20. Juni 1941 in den Pfarrerblock des KZ Dachau verbracht, aus dem er erst kurz vor dessen Auflösung am 10. April 1945 ohne Angabe von Gründen entlassen wurde.

### Rückkehr und weiterer Dienst
Trotz der zurückliegenden Strapazen übernahm Theissen nach seiner Rückkehr in die Heimat auf Bitte von Erzbischof Joseph Frings bereits am 12. Juni 1945 als Pfarrer die Pfarrei St. Peter in Rommerskirchen und wurde am 28. September 1951 zusätzlich zum Definitor des Dekanates Grevenbroich bestellt. Seine letzte Stelle trat er dann am 15. Oktober 1953 als Pfarrer von St. Judas Thaddäus in Duisburg-Buchholz an, wo er am 30. Dezember desselben Jahres auch zum Dechanten des Dekanates Duisburg-Huckingen ernannt wurde. Die in der NS-Verfolgung erlittenen gesundheitlichen Schäden und die außerordentlichen Belastungen der Nachkriegszeit führten dazu, dass Theissen nicht einmal acht Jahre später im Alter von nur 61 Jahren verstarb.